# Giovannangelo Arcimboldi
Giovannangelo Arcimboldi (Milano, 27 settembre 1485 – Milano, 6 aprile 1555) è stato un arcivescovo cattolico italiano.

## Biografia

### I primi anni
Giovannangelo nacque a Milano nel 1485, figlio di Luigi, giurista, e di sua moglie Beatrice Federici Todeschini. Il padre apparteneva alla nobile famiglia degli Arcimboldi, che nella vita ecclesiastica milanese aveva già vantato personalità di rilievo come l'arcivescovo Guidantonio Arcimboldi ed il cardinale Nicola Arcimboldi.
Avviato agli studi ecclesiastici a Roma, studiò quindi all'Università di Siena conseguendovi, l'11 marzo 1512, il dottorato in utroque iure, ottenendo nel 1509 due benefici ecclesiastici che già in precedenza erano appartenuti a suo fratello Ottaviano. Ottenne nel contempo alcune prepositure di rilievo come quelle di Olate, Vico, Arcisate, San Pietro di Caravaggio, degli umiliati di Viboldone e l'abbazia degli Angeli di Faenza. Nello specifico la prepositura di Arcisate fu per lui frutto di un privilegio concesso dal 1484 alla sua famiglia dal duca Gian Galeazzo Sforza. Terminati gli studi, l'Arcimboldi si recò a Roma dove ottenne da papa Leone X la nomina a referendario della signatura apostolica di grazia e giustizia.

### Collettore delle indulgenze pontificie e la fallimentare carriera diplomatica
Nel 1514 venne nominato nunzio apostolico in Germania e in Scandinavia con l'incarico di collettore per la vendita delle indulgenze voluta dallo stesso Leone X, motivo poi di grande polemica con Martin Lutero che da quest'azione fece scaturire la rivolta dei protestanti, soprattutto perché l'Arcimboldi ottenne con questo incarico la metà delle somme raccolte come indennità di spesa per la propria missione. 
Oltre che in Germania, l'Arcimboldi fu presente in Danimarca ove si immischiò nell'aspra contesa tra Cristiano II ed il governatore svedese Sven Sture che pretendeva l'indipendenza dell Svezia a scapito del regno danese. Quest'ultimo sembrò essersi guadagnato la stima e la fiducia dell'Arcimboldi al punto che lo stesso sovrano di Danimarca, raccogliendo alcune calunnie che gli erano giunte all'orecchio sul prelato milanese, lo accusò di intromettersi nei suoi affari di stato e di voler sovvertire il regno; per questo motivo il re di Danimarca sequestrò alla legazione pontificia 14.000 scudi e fece imprigionare il fratello di Giovannangelo, Antonello, mentre lui riuscì a fuggire dapprima in Svezia e poi a Lubecca. Nel 1519 gli venne revocato l'incarico che venne affidato all'arcivescovo di Lund, mentre gli venne richiesto di tornare immediatamente a Roma per giustificarsi col pontefice. Giunto in curia nel 1520, riuscì con successo a far valere le proprie ragioni e venne assolto dalle accuse che gli erano state mosse.

### Vescovo a Novara
Nel 1521, per amicizia con la famiglia Sforza, venne prescelto quale legato del duca di Milano presso la corte pontificia, rimanendo al servizio nel corso dei pontificati di Adriano VI e Clemente VII. Nel settembre del 1522 acquistò per 3500 ducati un ufficio di protonotario apostolico partecipante presso la Curia romana che però occupò solo per breve tempo. Nell'ottobre di quello stesso anno, infatti, con l'improvvisa morte del cardinale Schinner che reggeva come amministratore la diocesi di Novara, il duca di Milano colse il pretesto per far valere la vacanza del vescovato e chiederne al papa l'assegnazione per l'Arcimboldi. La curia romana gli preferì però la nomina del cardinale Antonio Maria Ciocchi del Monte come amministratore apostolico, che rinunciò al suo ruolo solo dopo una serie di pressioni nel 1525, concludendo un accordo secondo il quale la diocesi novarese sarebbe passata all'Arcimboldi, ma il Del Monte ne sarebbe stato ricompensato con una pensione di 610 ducati l'anno e la prepositura commendataria dell'Abbazia di Viboldone.
Nonostante questo accordo di natura meramente finanziaria, nella curia romana anche il cardinale Scaramuccia Trivulzio si oppose con risoluzione alla nomina dell'Arcimboldi alla diocesi di Novara e per questo egli spontaneamente rinunciò in favore di Ermete Stampa, all'epoca prevosto di Olgiate Olona. Dopo pochi mesi di episcopato, lo Stampa morì e per questo Giovannangelo Arcimboldi venne nominato ufficialmente vescovo di Novara, il 2 marzo 1526, venendo consacrato dallo stesso cardinale Del Monte nella chiesa di Santa Prassede. Anziché nella città piemontese, preferì risiedere all'Isola di San Giulio, presso il lago d'Orta.
Sotto il suo episcopato a Novara, la città di Vigevano fu eretta in diocesi indipendente (all'epoca formata da solo 3 parrocchie) , il 14 marzo 1530, ma ben poco l'Arcimboldi fece per la sua diocesi, se non avviare la ristrutturazione del palazzo vescovile e far valere alcuni diritti della Chiesa novarese sulle pretese di Carlo V.

### L'arcidiocesi di Milano
Dopo la rinuncia di Ippolito II d'Este, vescovo per delega pontificia, Giovannangelo Arcimboldi venne eletto arcivescovo di Milano. Il 23 marzo successivo ricevette il pallio arcivescovile e il 10 giugno successivo fece il suo ingresso solenne a Milano. Nello stesso anno del suo trasferimento alla sede milanese pubblicò l'opera Ordinationes pro clero et sua dioecesi, con alcuni richiami alla moralizzazione della vita del clero e con note di approvazione per l'azione dei frati minori, che nel 1552 aveva accolto a Milano con la benedizione della prima pietra del convento di Sant'Angelo. Si impegnò nelle visite alle parrocchie e nell'opera della fabbrica del duomo.
Fu particolarmente attivo nella lotta contro i protestanti, supportando l'inquisizione soprattutto dopo la sostituzione con il vescovo titolare di Tagaste, monsignor Melchiorre Crivelli, con il quale aveva avuto non pochi contrasti. Assieme al nuovo inquisitore Bonaventura Castiglione, prevosto della Basilica di Sant'Ambrogio, pubblicò nel 1554 un editto contro gli eretici seguito da un indice dei libri protestanti proibiti.
Pur venendo chiamato in questi temi a prendere parte al Concilio di Trento, non vi intervenne mai ed inviò in sua sostituzione il vescovo di Pesaro, Ludovico Simonetta.
Morì a Milano il 6 aprile 1555, una settimana prima dell'evento miracoloso della città di Corbetta, che costituì un punto di interesse nodale per la religione nell'arcidiocesi.
Lo possiamo riconoscere rappresentato da Gaudenzio Ferrari nella tavola, oggi a Sarasota, intitolata "Adorazione del bambino con vescovo".

### La discendenza
In una propria autobiografia scritta negli ultimi anni di vita e che venne resa pubblica solo dopo la morte del prelato, Giovannangelo Arcimboldi diede notizia di aver avuto cinque figli, sia prima sia dopo l'assunzione dell'episcopato. Essi erano:
- Francesca Maddalena (n. Roma, 4 ottobre 1515 - ?)
- Ursina Maddalena (n. Roma, 22 luglio 1521 - ?)
- Ottaviano (n. Roma, 13 luglio 1526 - ?)
- Giovanni (n. Isola di San Giulio, 8 ottobre 1529 - ?)
- Antonello (n. Confienza, 4 luglio 1531 - ?)

## Genealogia episcopale e successione apostolica
La genealogia episcopale è:
- Vescovo Tito Veltri de Viterbo
- Cardinale Antonio Maria Ciocchi del Monte
- Arcivescovo Giovannangelo Arcimboldi

La successione apostolica è:
- Vescovo  Francesco Bernardino Simonetta (1540)
- Arcivescovo Martín Pérez de Ayala (1548)

## Albero genealogico
|                              |                                                |                                        | Genitori         |  |  | Nonni              |  |  | Bisnonni            |  |
|                              |                                                |                                        |                  |  |  | Niccolò Arcimboldi |  |  | Giovanni Arcimboldi |  |
|                              |                                                |                                        |                  |  |  | Niccolò Arcimboldi |  |  | Giovanni Arcimboldi |  |
|                              |                                                | …                                      |                  |  |  | Niccolò Arcimboldi |  |  |                     |  |
| Luigi Arcimboldi             |                                                |                                        |                  |  |  | Niccolò Arcimboldi |  |  |                     |  |
|                              |                                                | Orsina di Canossa                      | Guido di Canossa |  |  |                    |  |  |                     |  |
|                              |                                                | Orsina di Canossa                      | Guido di Canossa |  |  |                    |  |  |                     |  |
|                              |                                                | Orsina di Canossa                      | …                |  |  |                    |  |  |                     |  |
| Giovannangelo Arcimboldi     |                                                | Orsina di Canossa                      |                  |  |  |                    |  |  |                     |  |
|                              | Giovanni Stefano Federici Todeschini, marchese | Giovanni Francesco Federici Todeschini |                  |  |  |                    |  |  |                     |  |
|                              | Giovanni Stefano Federici Todeschini, marchese | Giovanni Francesco Federici Todeschini |                  |  |  |                    |  |  |                     |  |
|                              | Giovanni Stefano Federici Todeschini, marchese | …                                      |                  |  |  |                    |  |  |                     |  |
| Beatrice Federici Todeschini | Giovanni Stefano Federici Todeschini, marchese |                                        |                  |  |  |                    |  |  |                     |  |
|                              |                                                | …                                      | …                |  |  |                    |  |  |                     |  |
|                              |                                                | …                                      | …                |  |  |                    |  |  |                     |  |
|                              |                                                | …                                      | …                |  |  |                    |  |  |                     |  |
|                              |                                                | …                                      |                  |  |  |                    |  |  |                     |  |